# 孙红梅
孙红梅（1970年1月—），女，满族，辽宁北票市人，中华人民共和国政治人物。内蒙古大学电子学系电子学与信息系统专业毕业。现任中共安徽省委常委、省委组织部部长。

## 生平
孙红梅曾于1987年9月至1991年7月在内蒙古大学电子学系电子学与信息系统专业学习，1990年12月加入中国共产党，毕业后参加工作，在内蒙古自治区人大常委会办公厅担任秘书处、综合处科员、主任科员；2000年成为综合处副处长；2004年6月升任综合处处长，2008年1月至2009年5月，任内蒙古自治区人大常委会研究室副主任；2009年5月至2011年8月，任内蒙古自治区人大常委会办公厅副主任兼研究室主任。
2011年8月，出任中共包头市委常委、宣传部部长；2016年10月任中共包头市委副书记兼任政法委书记；2017年5月至2018年9月任内蒙古自治区党委组织部副部长兼自治区党委政府考核办专职副主任（正厅级）；2018年9月至2020年8月，任内蒙古自治区党委组织部常务副部长。
2020年8月，外调新疆维吾尔自治区，并于同年9月19日在新疆维吾尔自治区第十三届人民代表大会常务委员会第十八次会议上被任命为新疆维吾尔自治区人民政府副主席。
2024年12月，转任中共安徽省委常委。同月23日起，兼任省委组织部部长。